# Adrián Juhász
Adrián Juhász, né le 18 novembre 1989 à Szolnok, est un rameur hongrois.

Il devient champion d'Europe en 2016. 